# Chromios
Chromios (Χρομίος) est un personnage de la mythologie grecque. Il est l’un des fils de Priam et sa mère n’est pas connue. Il participe à la guerre de Troie. Selon les sources il est fait prisonnier par Diomède ou tué par Ajax.
L'astéroïde troyen de Jupiter (32726) Chromios porte son nom.

## Sources
- Homère, Iliade [détail des éditions] [lire en ligne] (V,159-165)
- Pseudo-Apollodore, Bibliothèque [détail des éditions] [lire en ligne] (III,12,5)
- Hygin, Fables [détail des éditions] [(la) lire en ligne] (90 ; 113)